# Invaze Rudé armády do Arménie
Invaze Rudé armády do Arménie, také známá jako sovětizace nebo sovětská invaze do Arménie, sovětská okupace Arménie, byla vojenská kampaň prováděná 11. armádou sovětského Ruska od 24. září do 29. listopadu 1920 s cílem nastolit novou sovětskou vládu v Arménii.

## Invaze
Invaze se shodovala jak se souběžnou tureckou invazí, tak i s protivládním povstáním organizovaným místními arménskými bolševiky v hlavním městě Jerevanu a v dalších městech a obydlených místech po celé zemi. Invaze vedla k rozpuštění první republiky Arménie a založení Arménské sovětské socialistické republiky.